# VIRGOHI21
VIRGOHI21 är en utsträckt region av neutral vätgas (HI) i Virgohopen upptäckt 2005. Fyndet är speciellt, därför att regionen inte innehåller några stjärnor utan i stället hålls samman av en okänd typ av osynlig materia till en storlek som en mindre galax. Denna "galax" är det första fyndet i sitt slag, där materieanhopningen är mörk för att den inte innehåller några lysande stjärnor.

## Observationsegenskaper
VIRGOHI21 observerades genom radioteleskopobservationer av dess neutrala väteemission på våglängden 21 cm. Det observerade vätet har en massa på cirka 100 miljoner solmassor och befinner sig cirka 50 miljoner ljusår bort. Genom att analysera Dopplerförskjutningen av emissionen fastställde astronomer att gasen har en hög hastighetsprofilbredd; det vill säga att olika delar av molnet rör sig med hög hastighet i förhållande till andra delar. Uppföljande djupobservationer av regionen med Hubbleteleskopet har noterat väldigt få stjärnor (några hundra). 

## Tolkning av mörk galax
Om de uppmätta hastighetsprofilerna tolkas som rotation, betyder det att VIRGO:s massa innehåller 1  000 gånger mer materia än mängden väte kan förklara. Det skulle vara ett starkt argument för att mörk materia deltar, när materia klumpar ihop sig till galaxer. Med tanke på det mycket lilla antalet detekterade stjärnor, antyder detta ett massa-till-ljus-förhållande på cirka 500, vilket är mycket större än för en normal galax (runt 50). Den höga gravitationen hos halon av mörk materia i denna tolkning förklarar den störda naturen hos den närliggande spiralgalaxen NGC 4254 och bron av neutralt väte som sträcker sig mellan de två enheterna. 
På olika grunder anser forskarsamhället att universum innehåller ända upp till 5 gånger mer mörk materia än vanlig materia. Om universum domineras av mörk materia, kan vår lokala galaxhop innehålla ett antal gånger fler mörka galaxer än synliga. Under 2006-2007 försökte Areciboteleskopet visa, om så är fallet.

## Tolkning av tidvattensvans
Känsliga kartor som täcker ett mycket större område, erhållna vid Westerbork Synthesis Radio Telescope (WSRT) och vid Arecibo-observatoriet, visade att VIRGOHI21 är inbäddad i en mycket mer omfattande svans som har sitt ursprung i NGC 4254. Både fördelningen av höghastighetsgasen och dess hastighetsfält kan reproduceras av en modell som involverar NGC 4254 i en höghastighetskollision med en annan galax (troligen NGC 4192), som nu är något avlägsen. Andra stoftsvansar av denna magnitud har visat sig vara vanliga drag i Virgohopen, där den höga tätheten av galaxer gör interaktioner frekventa. Dessa resultat tyder på att VIRGOHI21 inte är ett ovanligt objekt, med tanke på dess läge vid kanten av den tätaste regionen av Virgohopen.
Den ursprungliga artikeln som beskriver VIRGOHI21 som en mörk galax ger flera invändningar mot tolkningen av tidvattensvansen: att höghastighetsinteraktioner generellt sett inte producerar betydande svansar, att den höga hastighet som behövs är malplacerad i denna del av Virgohopen och att den observerade hastighetsprofilen är motsatt den som förväntas i en tidvattensvans. Enligt Robert Minchin från Areciboobservatoriet: "Om vätet i VIRGOHI21 hade dragits ut från en närliggande galax, borde samma interaktion också ha dragit ut stjärnor". Förespråkare för tolkningen av tidvattensvansen bemöter dessa invändningar med simuleringar och hävdar att den till synes inverterade hastighetsprofilen beror på svansens orientering i förhållande till jordbaserade observatörer.
Även om VIRGOHI21:s natur från och med 2009 fortfarande är en omtvistad fråga, verkar dess identifiering som en mörk galax mycket mindre säker nu än omedelbart efter dess upptäckt.